# Stephanophyllia fungulus
Stephanophyllia fungulus is een rifkoralensoort uit de familie van de Micrabaciidae. De wetenschappelijke naam van de soort is voor het eerst geldig gepubliceerd in 1902 door Alfred William Alcock. De soort werd ontdekt tijdens de Siboga-expeditie in de Indonesische archipel (6° 11' N, 120° 37' E, 450 m diepte).